# STS-29
STS-29 (ang. Space Transportation System) – ósma misja wahadłowca kosmicznego Discovery i dwudziesta ósma programu lotów wahadłowców.

## Załoga[1]
- Michael Coats (2)*, dowódca
- John Blaha (1), pilot
- James Bagian (1), specjalista misji
- James Buchli (3), specjalista misji
- Robert Springer (1), specjalista misji

*(liczba w nawiasie oznacza liczbę lotów odbytych przez każdego z astronautów)

## Parametry misji
- Masa:
  - startowa orbitera: 116 281  kg
  - lądującego orbitera: 88 353 kg
  - ładunku: 17 280 kg
- Perygeum: 297 km
- Apogeum: 308 km
- Inklinacja: 28,5°
- Okres orbitalny: 90,6 min

## Cel misji
Umieszczenie na orbicie satelity telekomunikacyjnego typu TDRS-4.